# Hesperornithiformes
Hesperornithes es un clado extinto y altamente especializado de aves dentadas del Cretácico. Usualmente se considera una subclase que incluye un solo orden, Hesperornithiformes. Eran aves aparentemente limitadas a hábitats acuáticos en el Hemisferio Norte, incluyen géneros como Hesperornis, Parahesperornis, Baptornis, Enaliornis, y probablemente Potamornis, todas aves acuáticas predadoras y grandes nadadoras. Muchas, si no todas las especies eran completamente incapaces de volar.
La más grande Herperornithiforme conocida, descrita en 1999, es Canadaga arctica, que pudo haber alcanzado una longitud máxima de adulto de más de 1,5 metros.
Las aves Herperornithiformes fueron, en términos estrictos, los únicos dinosaurios del Mesozoico que colonizaron los océanos (técnicamente, todas las aves son dinosaurios); los reptiles acuáticos de entonces, como los ictiosaurios y plesiosaurios, no eran dinosaurios. Las aves Herperornithiformes se extinguieron en el límite K-T, junto con las protoaves enantiornites, todos los dinosaurios no-avianos, y muchas otras formas de vida.

## Anatomía y ecología

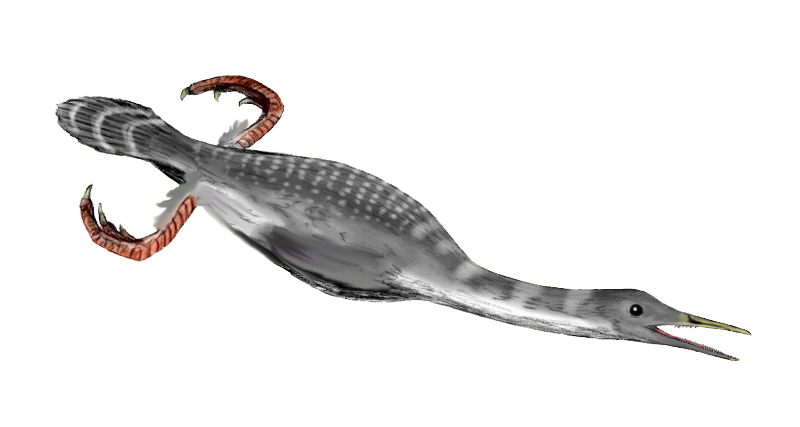
Reconstrucción de Hesperornis regalis

La mayor parte de lo que se conoce de este grupo se basa en análisis de una sola especie, dado que pocas aportan fósiles suficientemente diversos como para ser analizados. En la mayoría de los casos, lo que se considera real para una hesperornitiforme se aplica a las otras, dado que estas aves eran bastante estereotípicas y extremas en sus autapomorfias.
Aunque algunas de las especies menores podrían ser capaces de volar, Hesperornis y Baptornis sólo tenían alas vestigiales, siendo un ave no voladora que por evolución convergente tenía una forma similar al actual Cormorán de las Galápagos. 
Como en las aves buceadoras que se propulsan con las patas, el fémur y el metatarso eran cortos, mientras que la tibia era larga. Las patas estaban también dispuestas muy atrás en el cuerpo, como en los zampullines, colimbos o pingüinos actuales. Los hesperornítidos deben haber sido poderosos nadadores y buceadores, pero extremadamente incapaces en la tierra, y probablemente pasaban poco tiempo fuera del agua excepto para anidar (de hecho, se ha sugerido que no incubaban sus huevos)[cita requerida].
Algunos investigadores piensan que en tierra tenían que deslizarse sobre su vientre y empujar con sus patas; las articulaciones de la cadera y la rodilla estaban conformadas de manera que estas aves no podían moverlas de arriba abajo, y en posición de reposo las patas se proyectaban hacia los lados del cuerpo, lo que les habría impedido caminar erguidas. Mientras que Hesperornis probablemente tenía lóbulos de piel en los dedos similares a los de los zampullines de nuestros días, los dedos de Baptornis no podían rotar (lo que es necesario en los pies lobados para reducir el arrastre) y por lo tanto eran más probablemente palmeados, como en los colimbos. Los huesos densos de estas aves disminuían su flotabilidad, lo que hacía más fácil el buceo.
El pico era largo, probablemente ganchudo en la punta, y portaba una serie simple de dientes agudos que estaban dispuestos en un surco longitudinal; probablemente servían para atrapar peces, como lo hace el pico serrado de las serretas actuales; a diferencia de los dientes reptilianos de otras aves dentadas, los de los hesperornitiformes eran únicos. Dado que la dentición es inducida por un mecanismo genético bastante simple, es incluso posible que estas aves re-evolucionaran los dientes y que algunos de sus ancestros fueran desdentados.

## Sistemática y evolución

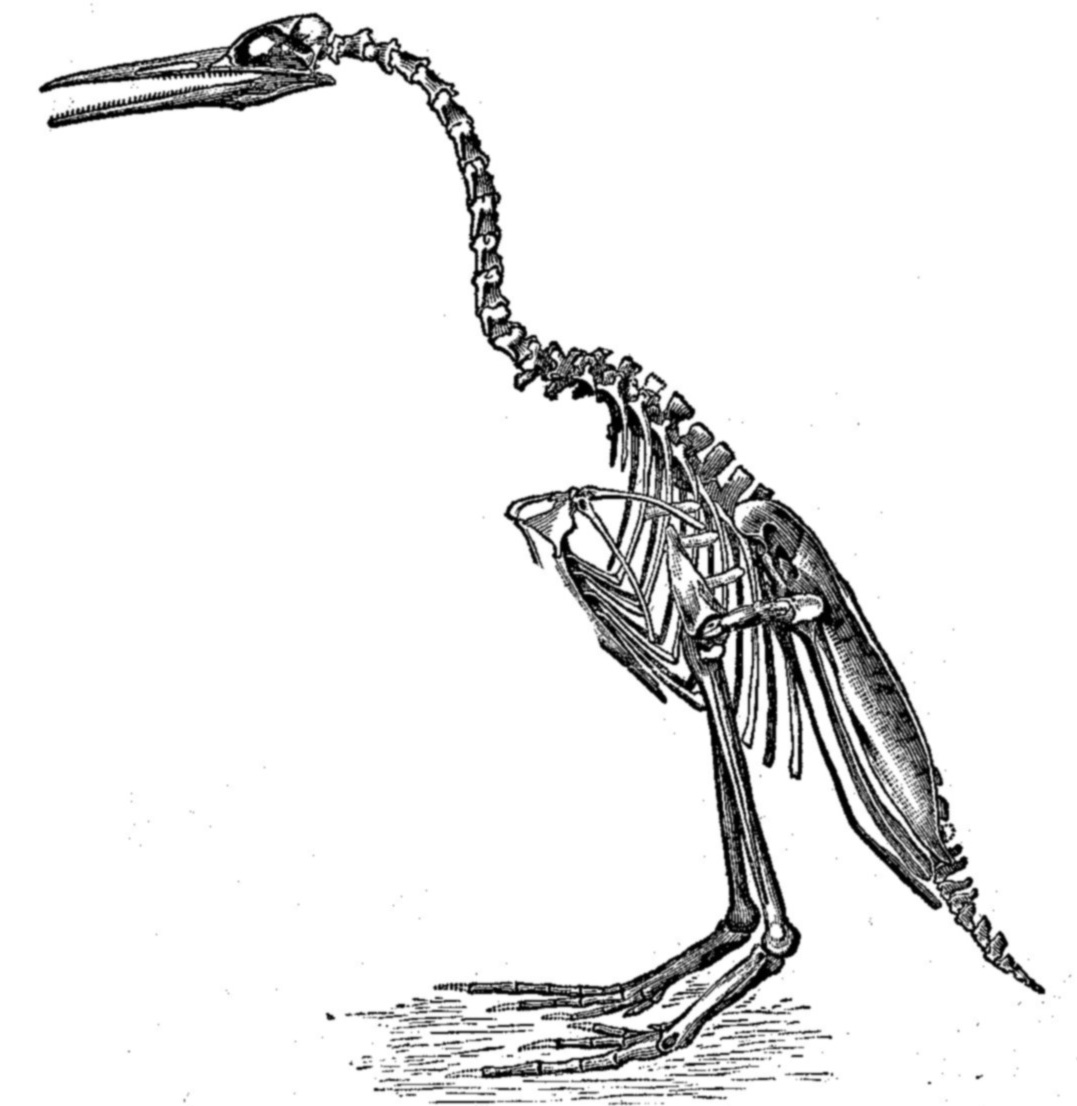
Hesperornis regalis reconstrucción por Marsh. Aunque es una representación popular, se conoce ahora que esta ave era completamente incapaz de adoptar tal postura. Ver más arriba sobre la posición correcta de las patas.

Originalmente estas aves fueron agrupadas, junto con Ichthyornis, en el grupo parafilético Odontornithes por Othniel Charles Marsh, en 1873. En 1875 fueron separadas como Odontolcae. El grupo fue a menudo considerado relacionado con los colimbos y zampullines, o a Paleognathae Estas similitudes, sin embargo, como el hecho más recientemente determinado de que los osteonas de sus huesos —al menos en  Hesperornis— estaban ordenados en un patrón similar al de Neognathae, se considera actualmente que son debidos a convergencia evolutiva.
Actualmente, las aves hesperornitiformes se reconocen como un linaje muy especializado que no es ancestral ni relacionado muy cercanamente a las aves modernas. Sin embargo, su relación es bastante cercana dado que probablemente divergieron de los ancestros de las actuales aves en fecha tan tardía como el principio del Cretácico.
Las hesperornítidas son aves Ornithurae, es decir con el tipo de pigóstilo que también se encuentra en las aves modernas. Se ha sugerido que los ancestros de Hesperornithes, hace unos 130-150 millones de años, pueden haber sido aves similares a Gansus yumenensis, tras descubrir que este último es un ornituro primitivo que vivió algún tiempo antes de la radiación principal de las hesperornítidas. Dada la tendencia de las aves que se han vuelto no voladoras a incrementar marcadamente su tamaño en sólo unos pocos millones de años, la probabilidad de que Hesperornithes deriven de un animal al menos superficialmente similar y de relación no demasiado lejana a Gansus es bastante alta. El nuevo material fósil de esa especie debería ayudar en la determinación de un cierto número de sinapomorfías de Hesperornithiformes y otros ornituros, las cuales han sido hasta ahora enturbiadas por numerosas autapomorfias de los primeros.
La pérdida y/o fusión de vértebras caudales en estructuras como el pigóstilo fue una tendencia general en la evolución aviana del Cretácico, y un pigóstilo completo y las estructuras asociadas puede haber evolucionado más de una vez a formas similares. El hecho de que Gansus tuviera huesos densos no neumatizados, como los de Hesperornithiformes, aunque no fuera un buceador especializado, es algo interesante de resaltar. De forma similar, la estructura ósea de Hesperornis indica que, al contrario que Enantiornithes y en la línea con otros Ornithurae, mostraba un crecimiento rápido e ininterrumpido hasta la talla adulta.
El hesperornitiforme más antiguo conocido es Enaliornis del Cretácico Inferior, aunque estas aves son solo tentativamente asignadas a este grupo debido a la mala preservación de sus restos. La mayoría de los taxones conocidos de Hesperornithiformes son del Cretácico Superior. Se conocen huesos Hesperornithiformes pequeños de depósitos de aguas dulces del Cretácico Superior del grupo fluvial Judith, así como del riachuelo Hell y las formaciones Lance, así como en sitios euroasiáticos. Estas aves eran del tamaño aproximado de un cormorán o un colimbo. Per verificada está la presencia del linaje alrededor de la Antártica, que era una región templada libre de hielos en aquellos tiempos.

### Sistemática
Subclase HESPERORNITHES

Es tratada usualmente como un equivalente de Hesperornithiformes. Sin embargo, dado que las incertidumbres en la evolución de los dientes y la falta de vuelo en Hesperornithes, como se resalta arriba, aquí es considerado un grupo distinto, de forma que los taxones ancestrales no deben ser ubicados juntos con los más avanzados.
- Taxones basales y no resueltos
  - Género Asiahesperornis (Cretácico Superior) - ¿hesperornítido?
  - Género Judinornis (Cretácico Superior)
  - Género Chupkaornis (Cretácico Superior)
  - Género Pasquiaornis (Cretácico Superior)
  - Hesperornithes género y especie indeterminados (Cretácico Superior Zhuravlovskaya/Zhuravlevo de Kushmurun, Kazakhstán)[9]
  - Hesperornithes género y especie indeterminado TMP 89.81.12 (Cretácico Superior Dinosaur Park de Iddesleigh, Canadá)[10]

- Orden HESPERORNITHIFORMES
  - Familia Brodavidae
    - Género Brodavis (Cretácico Superior)

  - Familia Enaliornithidae
    - Género Baptornis (Cretácico Superior) - incluye Parascaniornis

  - Familia Hesperornithidae
    - Género Hesperornis (Cretácico Superior)
    - Género Parahesperornis (Cretácico Superior)
    - Género Canadaga (Cretácico Superior)
    - Género Coniornis (Cretácico Superior) – a veces incluido en Hesperornis

- A veces asignadas a Hesperornithes, pero de relaciones reales no claras

- - cf. Parahesperornis " (Cretácico Superior Nemegt de Tsagaan Kushu, Mongolia) - ¿hesperornitiforme (hesperornítido)?
  - Género Neogaeornis (Cretácico Superior) - ¿baptornítido, neornite (Gaviiforme, Procellariiforme)?
  - Género Potamornis (Cretácico Superior Lance de Buck Creek, USA) - ¿hesperornítido? ¿baptornítido? ¿enaliornítido?